# Río Bibey
Río Bibey är ett vattendrag i Spanien. Det ligger i den nordvästra delen av landet, 400 km nordväst om huvudstaden Madrid.